# Antonio Cantafora
Antonio Cantafora, né à Crotone (Calabre) le 2 février 1944 et mort à Rome (Latium) le 20 avril 2024, est un acteur italien. Il est parfois crédité sous le nom de Michael Coby.

## Biographie
Né à Crotone le 2 février 1944, Antonio Cantafora étudie l'art dramatique avec Alessandro Fersen (it), puis fait ses débuts au cinéma en 1967.
Grâce à une vague ressemblance avec l'acteur Terence Hill, dans les années 1970, il joue avec Paul L. Smith dans cinq comédie-action sous le nom de Michael Coby, reprenant le style du duo Bud Spencer-Terence Hill.
Antonio Cantafora a poursuivi sa carrière principalement en tant qu'acteur de genre, travaillant avec de grands réalisateurs tels que Federico Fellini, Jerzy Skolimowski, Bruno Barreto, Alberto Lattuada et Mauro Bolognini.

## Filmographie partielle
- 1969 : Et le vent apporta la violence (E Dio disse a Caino...) d'Antonio Margheriti
- 1969 : L'amore breve de Romano Scavolini
- 1971 : Black Killer de Lucky Moore
- 1972 : Baron vampire (Gli Orrori del castello di Norimberga) de Mario Bava
- 1973 : L'Affaire Crazy Capo de Patrick Jamain
- 1974 : Mon nom est Trinita (Carambola) de Ferdinando Baldi : Len
- 1975 : Si ce n'est toi, c'est donc ton frère (Carambola, filotto... tutti in buca) de Ferdinando Baldi : Len
- 1975 : Trinita, connais pas (Simone e Matteo: Un gioco da ragazzi) de Giuliano Carnimeo : Butch
- 1975 : Trinita, nous voilà ! (Noi non siamo angeli) de Gianfranco Parolini : Raphael McDonald
- 1976 : Pour pâques ou à la trinita (Il vangelo secondo Simone e Matteo) de Giuliano Carnimeo : Simone / Toby
- 1976 : Carioca tigre de Giuliano Carnimeo : Carlo Parodi
- 1977 : Les Requins du désert (Sahara Cross) de Tonino Valerii :
- 1978 : L'Enfant de nuit (Enfantasme) de Sergio Gobbi
- 1979 : Supersonic Man de Juan Piquer Simón
- 1979 : Cette p... de fille de joie (The Bitch) de Gerry O'Hara
- 1983 : Gabriela  (Gabriela, Cravo e Canela) de Bruno Barreto
- 1986 : Démons 2 de  Lamberto Bava
- 1987 : Intervista de Federico Fellini
- 1989 : Les Eaux printanières (Acque di primavera) de Jerzy Skolimowski
- 1990 : Vacanze di Natale '90 d'Enrico Oldoini
- 1992 : In camera mia de Luciano Martino
- 1993 : Giovanni Falcone de Giuseppe Ferrara
- 1994 : La Chance d'Aldo Lado
- 1997 : Marquise de Véra Belmont

## Le duo Paul Smith & Michael Coby
Les deux acteurs ont profité de leurs ressemblances avec Bud Spencer et Terence Hill pour faire cinq films en duo :
- 1974 : Mon nom est Trinita (Carambola) de Ferdinando Baldi : Len
- 1975 : Si ce n'est toi, c'est donc ton frère (Carambola, filotto... tutti in buca) de Ferdinando Baldi : Len
- 1975 : Trinita, connais pas (Simone e Matteo: Un gioco da ragazzi) de Giuliano Carnimeo : Butch
- 1975 : Trinita, nous voilà ! (Noi non siamo angeli) de Gianfranco Parolini : Raphael McDonald
- 1976 : Pour pâques ou à la trinita (Il vangelo secondo Simone e Matteo) de Giuliano Carnimeo : Simone / Toby

En France, les cinq films sont sortis au cinéma puis en VHS ; ils restent néanmoins toujours inédits en DVD.